# Zdravko Čurić
Zdravko Čurić (Voljice kod Uskoplja, 20. rujna 1972.) je bosanskorcegovački pjevač. 

## Diskografija
- Hercegovko od zlata jabuko